# J Mascis
Joseph Donald Mascis (Amherst, 10 dicembre 1965) è un cantautore statunitense.
È membro dei Dinosaur Jr, e di diversi altri gruppi musicali come Upsidedown Cross e Witch. Occasionalmente è stato anche produttore cinematografico.

## Biografia
Nato ad Amherst in Massachusetts, figlio di un dentista, Mascis forma nei primi anni ottanta il gruppo hardcore Deep Wound insieme a Lou Barlow e Scott Helland. Il gruppo tuttavia avrà una vita breve, e pubblicherà solamente un 7" e contribuirà con 2 tracce alla compilation Bands That Could Be God. Mascis iniziò la sua carriera di musicista alla batteria, ma passerà alla chitarra nel 1984, anno della fondazione dei Dinosaur Jr insieme al bassista Lou Barlow ed al batterista Emmett Jefferson 'Patrick' Murphy (noto semplicemente come Murph). La sua voce è stata affiancata a quella di Neil Young e i suoi riff di chitarra vengono definiti come "monolitici". Dopo l'allontanamento di Barlow dai Dinosaur Jr nel 1989, Mascis registrò diversi album con la sigla Dinosaur Jr fino al 1997, incluso l'album acustico solista del 1996 Martin & Me. Sempre nel 1996 ebbe una piccola parte nel film Grace of my Heart e scrisse una ballata e una canzone stile Beach Boys per la colonna sonora del film. Successivamente produsse album con il suo nuovo gruppo, J Mascis and the Fog, fondati nel 2000.
Nell'aprile del 2005, Mascis si riunisce con Barlow e Murph per iniziare un tour che celebra la ristampa dei primi tre album dei Dinosaur Jr. Nell'agosto dello stesso anno, Mascis realizza un nuovo album solista, J and Friends Sing and Chant for Amma, sotto il nome di J Mascis and Friends. L'album è dedicato alla guida spirituale Mata Amritanandamayi, o Ammachi, al quale Mascis aveva già dedicato il pezzo Ammaring nel primo album dei J Mascis and the Fog, More Light. I ricavi delle vendite dell'album sono stati donati alla organizzazione di Ammachi che si occupa delle vittime dello tsunami avvenuto nel 2004 nel Mar delle Andamane e nell'Oceano Indiano.
Verso la fine dell'estate 2005 collabora con il gruppo danese Mew, contribuendo con la voce al pezzo Why Are You Looking Grave? e con i cori al pezzo An Envoy to the Open Fields, pezzi che si trovano nell'album And the Glass Handed Kites. Nel 2006 ritorna a suonare la batteria con il suo nuovo gruppo, i Witch, per l'incisione dell'omonimo album di debutto, e collabora con i Lemonheads nel loro album The Lemonheads. Vive tuttora (2020) ad Amherst nella ex casa del padre di Uma Thurman con moglie e figlio. Solitamente i tre componenti solgono ritrovarsi come Dinosaur Jr nella sua casa per visionare il materiale che Mascis e Barlow producono per i progetti musicali del gruppo (da accordi Barlow produce solitamente 3 brani per gli album che vengono poi provati in studio).

## Discografia

### Album in studio
- 2011 - Several Shades of Why
- 2014 - Tied to a Star
- 2018 - Elastic Days
- 2024 - What Do We Do Now

### Album dal vivo
- 1996 - Martin + Me
- 2003 - The John Peel Sessions (con The Fog)
- 2006 - J Mascis Live at CBGB's

### Singoli
- 2001 - Leaving on a Jet Plane/Too Hard
- 2011 - Circle/I Been Thinking
- 2013 - Fade into You
- 2014 - Every Morning
- 2018 - Everything She Said
- 2019 - Don't Do Me Like That

### ComeJ + Friends
- 2005 - J and Friends Sing and Chant for Amma

### ComeJ Mascis + The Fog
- 2000 - More Light
- 2002 - Free So Free

### Con i Deep Wound
- 1982 - American Style (7")
- 1983 - Deep Wound (LP)

## Colonne sonore
- Sunlight Jr. - Sognando la felicità (Sunlight Jr.), regia di Laurie Collyer (2013)